# دویه چوپ
دویه چوپ (کرواتی: Duje Čop؛ زادهٔ ۱ فوریهٔ ۱۹۹۰) بازیکن فوتبال اهل کرواسی است.
از باشگاه‌هایی که در آن بازی کرده‌است می‌توان به 
هایدوک اسپلیت،  دیپورتیوو ناسیونال، دینامو زاگرب، کالیاری، مالاگا، اسپورتینگ خیخون، استاندارد لیژ، رئال وایادولید و دینامو زاگرب اشاره کرد.
وی همچنین در تیم ملی فوتبال کرواسی بازی کرده‌است.